# 2MASS J15160303+0259292
2MASS J15160303+0259292, auch SDSS J151603.03+025928.9, ist ein Brauner Zwerg der Spektralklasse T0 im Sternbild Schlange. Er wurde 2004 von Gillian R. Knapp et al. entdeckt.